# الهام غفوری
الهام غفوری (زادهٔ ۱۰ دی ۱۳۴۵)، تهیه‌کنندهٔ سینما و تلویزیون ایران است. او همسر سیروس مقدم کارگردان ایرانی است و بیشتر سریال‌های وی را تهیه‌کنندگی کرده است. او علاوه بر این به عنوان دستیار کارگردان و برنامه‌ریز در بیشتر سریال‌های سیروس مقدم همکاری نموده است.
سریال «پایتخت» از معروف‌ترین آثار او به‌شمار می‌رود که با کارگردانی همسرش سیروس مقدم و با طراحی و بازی محسن تنابنده در هفت فصل ساخته شده است.

## آثار

### تهیه‌کنندگی

#### سینما
- قسم (کارگردان محسن تنابنده - ۱۳۹۷)

#### نمایش خانگی
- خواب‌زده (۱۳۹۸)

#### تلویزیون
- پیامک از دیار باقی (۱۳۸۷–۱۳۸۶) (نوروز ۱۳۸۷ - شبکه یک سیما)
- چاردیواری (۱۳۸۸–۱۳۸۹) (پخش نوروز ۱۳۸۹ - شبکه یک سیما)
- زیر هشت (۱۳۸۹) (شبکه یک سیما)
- پایتخت (۱۳۸۹–۱۳۹۰) (نوروز ۱۳۹۰ - شبکه یک سیما)
- تا ثریا (مجموعه تلویزیونی) (پاییز ۱۳۹۰ - شبکه یک سیما)
- چک برگشتی (مجموعه تلویزیونی) (نوروز ۱۳۹۱ - شبکه یک سیما)
- دیوار (مهر ۱۳۹۱ - شبکه یک سیما)
- پایتخت۲ (نوروز ۱۳۹۲ - شبکه یک سیما)
- پایتخت۳ (نوروز ۱۳۹۳ - شبکه یک سیما)
- میکائیل (بهار ۱۳۹۴ - شبکه یک سیما)
- پایتخت ۴ (رمضان ۱۳۹۴ - شبکه یک سیما)
- علی‌البدل (نوروز ۱۳۹۶ - شبکه یک سیما)
- پایتخت ۵ (نوروز ۱۳۹۷ - شبکه یک سیما)
- پایتخت ۶ (نوروز ۱۳۹۹ - شبکه یک سیما)
- پایتخت ۷ (نوروز ۱۴۰۴ - شبکه یک سیما)

### مجری طرح، دستیار کارگردان و برنامه‌ریز
- به سوی افتخار (۱۳۷۶) (دستیار کارگردان و برنامه‌ریز)
- شن‌های کف رودخانه (۱۳۷۷) (دستیار اول کارگردان)
- روزهای زندگی (۱۳۷۸) (منشی صحنه و برنامه‌ریز)
- قطار ابدی (۱۳۷۹)(برنامه‌ریز)
- مسافر (۱۳۸۰) (فیلم داستانی- برنامه‌ریز)
- پلیس جوان (۱۳۸۱) (برنامه‌ریز)
- دریایی‌ها (۱۳۸۱) (برنامه‌ریز)
- مهر خاموش (۱۳۸۱) (برنامه‌ریز)
- وکیل (۱۳۸۱) (برنامه‌ریز و مجری طرح)
- عروج (۱۳۸۲) (مجری طرح)
- ریحانه (۱۳۸۴) (برنامه‌ریز)
- پرواز در حباب (۱۳۸۴) (مشاور کارگردان)
- نرگس (۱۳۸۴) (برنامه‌ریز)
- اغما (۱۳۸۶) (مشاور کارگردان و برنامه‌ریز)
- نیلوفر کبود (۱۳۸۶) (مشاور کارگردان)
- کابوس (۱۳۸۷) (مشاور کارگردان)
- رستگاران (۱۳۸۹) (مشاور کارگردان)

### منشی صحنه
- صنم
- پرواز را به خاطر بسپار
- اتل متل توتوله (۱۳۷۰)
- شیخ مفید (۱۳۷۴) (منشی صحنه)
- پدرسالار (۱۳۷۲) (منشی صحنه)
- بسوی افتخار (۱۳۷۶)

### دستیار چهره‌پردازی
- مسافران (۱۳۷۰)